# Lower Voe

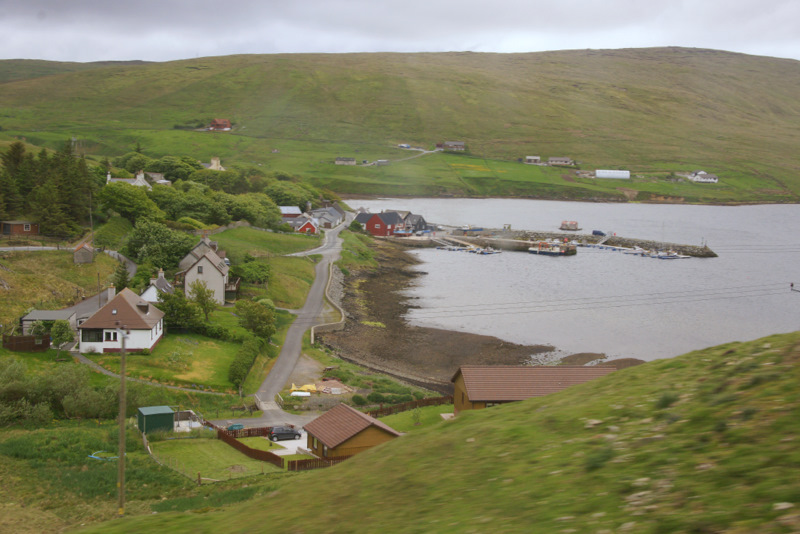
Blick von Nordosten auf Lower Voe

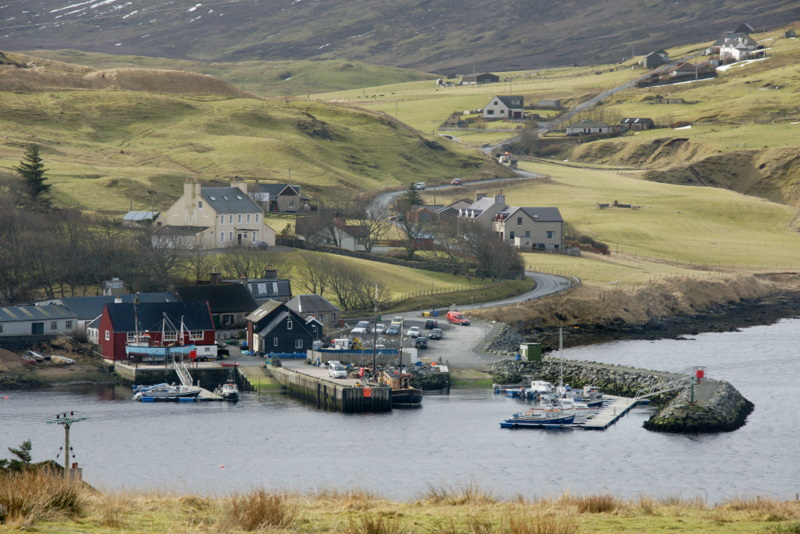
Blick von Nordwesten auf Lower Voe

Lower Voe ist eine Ortschaft, die in Schottland im Norden der Shetlandinseln liegt.

## Geographie
Lower Voe liegt auf der Insel Mainland im Bereich der nordwestlichen Küste am oberen Olna Firth, wo es den südwestlichen Teil der Ortschaft Voe bildet. Das hier gelegene Pier wurde im 19. Jahrhundert errichtet für Boote, mit denen Hering gefangen wurde. Später wurde es durch eine kleine Marina ergänzt. Überragt wird der Ort vom 146 Meter hohen East Hill of Voe im Süden.

## Historisches
Im Rahmen der historischen Gliederung Schottlands in Civil Parishes zählt Lower Voe zu Delting.